# Stepník moravský
Stepník moravský (Eresus moravicus) je pavouk žijící na jižní Moravě. Přestože stepníci jsou jedni z nejnápadnějších pavouků Evropy, stepník moravský byl objeven a vědecky popsán teprve v roce 2008 Dr. Milanem Řezáčem, zoologem z Výzkumného ústavu rostlinné výroby v Praze. Je jedním z nejpestřeji zbarvených pavouků ve střední Evropě. Je patrně také nejjedovatějším pavoukem na území Česka. Stepníci jsou pozoruhodní tím, že mláďatům slouží jako první potrava jejich matka. V populaci je vždy více samců, než samic, a tak samci tvrdě soupeří o to stát se otci. Proto svým partnerkám po kopulaci zalepují pohlavní orgán, aby jí tak zamezili promiskuitu.

## Popis

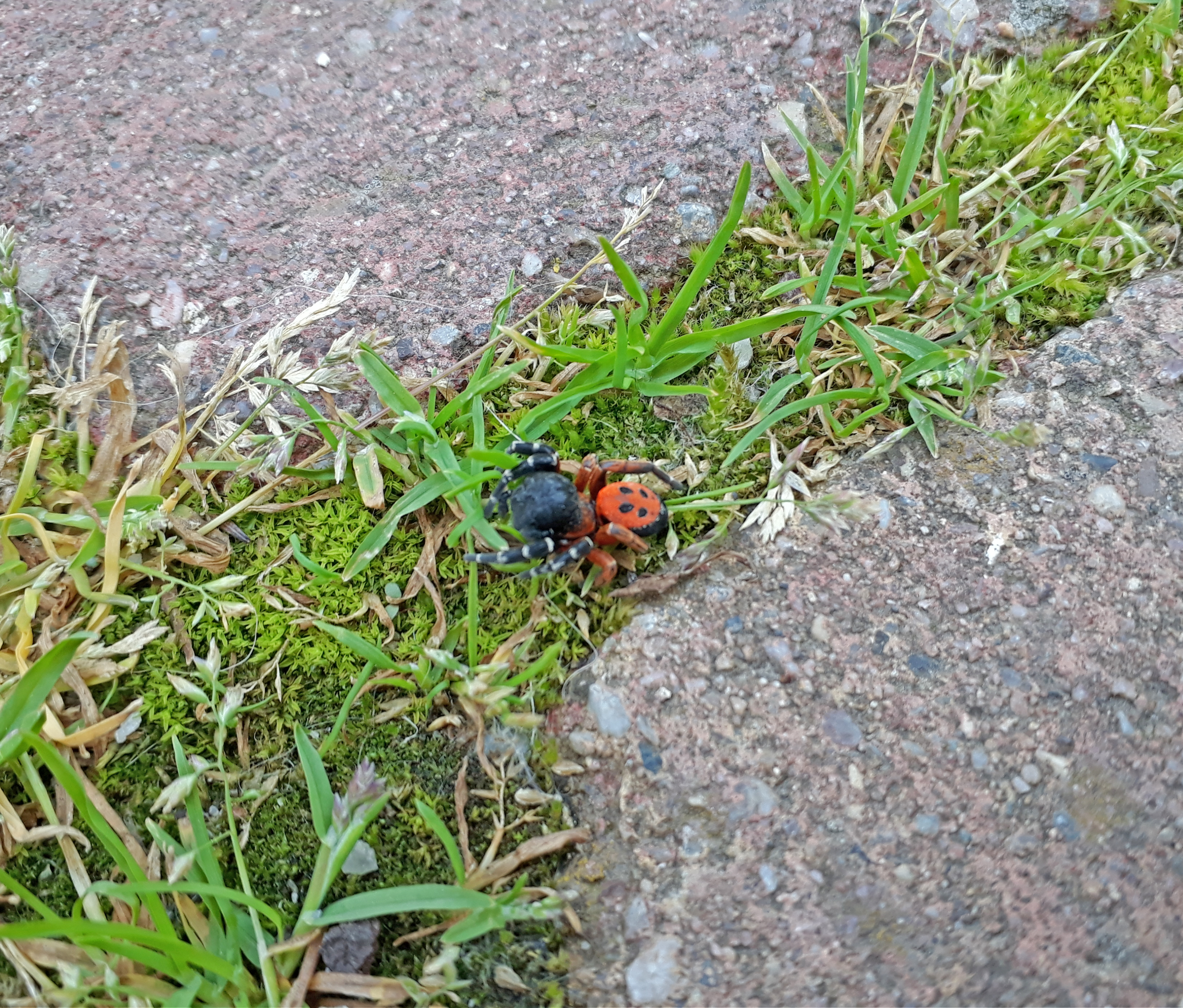
Stepník moravský na Slovensku

Samice dosahuje velikosti 13 až 16 mm, samec 5 až 9 mm. Samci mají výstražné bílo-černo-červené zbarvení připomínající zbarvení slunéčka, které je chrání před predátory orientujícími se zrakem, jakými jsou např. ptáci. Samice jsou celé černé, pouze na hlavě mají velkou svítivě oranžovou skvrnu. Právě tato skvrna je jedním ze znaků odlišujících stepníka moravského od ostatních středoevropských druhů stepníků. Žijí velice skrytě v přibližně 10 cm hlubokých svislých norách vystlaných pavučinou, jejichž ústí je zvrchu chráněno pavučinovou stříškou. Do té pavouci zapřádají kousky prsti a tak noru dokonale maskují.

## Jedovatost
Jed stepníků má podobné složení jako jed některých jedovatých hadů (obsahuje enzymy fosfolipázy). Jedná se o neurotoxin ovlivňující fyziologii celého organismu. Kousnutí menších druhů středoevropských stepníků způsobuje u zdravého člověka horečnatý stav doprovázený silným zrychlením tepu, tlakem v hlavě a zrudnutím obličeje. Ten po přibližně dvou hodinách končí a zbytek dne přetrvává silná bolest hlavy. Působení na děti nebo nemocné lidi není známo. Existuje však údaj, že po kousnutí velkého druhu stepníka Walckenaerova zemřelo v Turecku dítě. Otrava stepníkem moravským dosud nebyla zaznamenána. Není však potřeba mít z otravy tímto pavoukem strach, protože pravděpodobnost kousnutí je mizivá. A to nejen pro jeho vzácnost a život v podzemních norách, ale i proto, že nebývá agresivní.

## Rozšíření
Vyskytuje se v Panonské oblasti, především v Česku, Slovensku, Maďarsku i Rakousku, zejména v místech se zachovalou stepní krajinou. V Česku byl nalezen například na Pálavě u Mikulova, v oblasti Bzeneckých písků, v Prokopském údolí (Praha), v Tichém údolí (Roztoky), na předměstích Brna, v Podyjí, na Mohelenské hadcové stepi. Téměř všechny jeho lokality jsou rezervacemi. Rozšíření stepníka moravského dosud není uspokojivě prozkoumáno. Stanovištěm stepníka moravského jsou zachovalé skalní nebo písčité stepi, pro které jsou charakteristické stepní trávy kavyly (Stipa spp.). Tyto stepi byly u nás po konci poslední doby ledové daleko rozšířenější než dnes. Po zvlhčení klimatu však většinou zarostly dřevinami. Jejich poslední zbytky se do současnosti zachovaly díky pastvě koz a ovcí. Tyto poslední zbytky si zasluhují nejpřísnější ochranu spočívající především v udržení režimu spásání. Stepník moravský jako velice pozoruhodný a památný druh si zasluhuje druhovou ochranu, která by byla argumentem pro územní ochranu jeho lokalit. Nebezpečí ze strany nezodpovědných návštěvníků přírody nehrozí, neboť nemají skrytě žijící stepníky šanci nalézt a sešlap stanovištím stepníků vyhovuje. Určité riziko však představují teraristé, kteří jsou schopní atraktivní pavouky systematicky vyhledávat, a to třeba i ke komerčním účelům. Populace stepníka moravského jsou nepočetné a se znalostí, jak nory dohledat, snadno vysbíratelné. Stepník moravský je v Česku zařazen na červený seznam v kategorii „kriticky ohrožený“.

#### Vybrané články o jedu stepníků
- Usmanov P.B., Nuritova F.A. (1994): The anticoagulant action of phospholipase A from Eresus niger spider venom. Toxicon, 32: 625–628.
- Nuritova F.A., Isamukhamenov A. Sh. et Usmanov P.B. (1993): An investigation of the phospholipase activity of the venom of the spider Eresus niger. Chemistry of Natural Compounds, 29: 542–542.
- Řezáč M., Pekár S. & Johannesen J. (2008). Taxonomic review and phylogenetic analysis of central European Eresus species (Araneae: Eresidae). Zoologica Scripta, 37: 263–287.